# Michail Goleminow

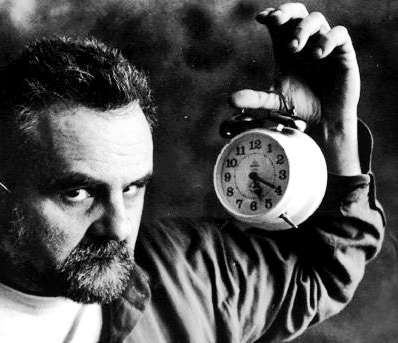
Michail Goleminow

Michail Marinow Goleminow (bulgarisch Михаил Маринов Големинов; * 2. Juni 1956 in Sofia, Bulgarien; † 26. Februar 2022) war ein bulgarischer Komponist.

## Leben
Michail Goleminow, Sohn des Komponisten Marin Goleminow, studierte bis 1984 am Konservatorium Sofia Klavier, Komposition und Dirigieren u. a. bei Dimitar Tapkow und Konstantin Iliew. 1985 setzte er seine Studien in Österreich und den Niederlanden fort. Seine Lehrer waren u. a. Roman Haubenstock-Ramati, Ton de Leeuw und Alexander Baltin (Komposition), Karl Österreicher (Dirigieren) und Harald Ossberger (Klavier). Außerdem studierte er am Institut für Elektroakustische Musik in Wien bei Dieter Kaufmann. 
1990 bis 1993 war Goleminow an der Neuen Oper Wien tätig, wirkte 1992 bis 1996 am Burgtheater Wien und arbeitete 1991 bis 2001 beim Musikverlag Doblinger und beim Musikwissenschaftlichen Verlag. In diesen Jahren beteiligte er sich an Musik- und Schauspiel-Projekten, die sich mit zeitgenössischer Kunst, Mixed Media und Computermusik auseinandersetzten. Für seine internationale Tätigkeit als Pianist, Dirigent und Komponist wurde er mehrfach ausgezeichnet. Später arbeitete er als Freelance-Musiker und Softwareentwickler in Sofia, wo er 2003 den Musikverlag Orange Factory psychoacoustic arts gründete, gemeinsam mit der Pianistin Angela Toschewa.
Sein Schaffen umfasst Kammer- und Orchestermusik, Elektronische und Elektroakustische Musik, Computermusik, Videokompositionen und Musikgrafiken. Zu seinen Auftraggebern gehörten das Wiener Konzerthaus, die Quebec Contemporary Music Society, das Saxophonquartett melo X und der Bulgarische Nationale Rundfunk. Zu seinen Hauptwerken zählen u. a. Lightwave II für Sinfonieorchester und Elektronik, eine Sinfonie (2003), drei Streichquartette, Floating Metal für Klavier (2001) und The double life of Mr. Schoenberg für Saxophon und Live-Elektronik.
Goleminow starb mit 65 Jahren im Februar 2022.

## Auszeichnungen
- 1983: Preis beim Carl-Maria-von-Weber-Festival in Dresden für Streichquartett Nr. 1
- 1989: Hambacher Preis für Trompeten- und Klavierkonzerte
- 1989, 1991: Preise bei Alea III – Kompositionswettbewerb der Boston University, College of Fine Arts
- 1992: Preis bei den Sommerlichen Musiktagen Hitzacker